# Diego Rolán
Artikeln följer den spanska namnseden; faderns efternamn är Rolán och moderns efternamn Silva.
Diego Alejandro Rolán Silva, född 24 mars 1993, är en uruguayansk fotbollsspelare (anfallare) som spelar för FC Juárez, på lån från Deportivo de La Coruña. Han representerar även Uruguays landslag.
Den 29 augusti 2017 lånades Rolán ut till spanska Málaga över säsongen 2017/2018.